# Campeonato Uruguaio de Futebol de 1953 – Segunda Divisão
O Campeonato Uruguaio de Segunda Divisão de 1953 foi a décima segunda edição do torneio de segundo nível do futebol profissional do Uruguai. Organizado pela AUF, a competição teve um desfecho dramático com três equipes empatadas no topo da tabela (Miramar, Sud América e Progreso com 18 pontos), exigindo um triangular final para definir o promovido. O Miramar sagrou-se campeão após vencer o triangular e garantiu seu retorno à Primeira Divisão após 11 anos de ausência.

## Destaques da Competição
- Triplo empate no topo: Pela segunda vez na história da Segunda Divisão, três clubes terminaram com a mesma pontuação (18 pontos), obrigando a um triangular pelo título.
- Artilharia compartilhada: Dois jogadores do Sud América dividiram a artilharia com 9 gols cada.

## Regulamento e Formato
O campeonato seguiu o formato de pontos corridos com oito equipes (turno e returno, 14 jogos por time). Assim como aconteceu em 1943, três clubes terminaram empatados em pontos no topo, levando a um triangular de promoção. O rebaixamento foi definido pelo sistema de promedios (média de pontos em 1952 e 1953), exceto para Sud América (rebaixado em 1952) e Mar de Fondo (promovido em 1952), avaliados apenas por 1953.

## Equipes Participantes
As equipes da temporada foram:
- Sud América: Rebaixado da Primeira Divisão em 1952.
- Progreso, Fénix, Miramar, Cerrito, Racing e Bella Vista: Permaneceram na divisão.
- Mar de Fondo: Promovido da Terceira Divisão em 1952.

## Classificação Final
| #  | Equipe       | PTS | J  | V | E | D | GP | GC | SG |
| -- | ------------ | --- | -- | - | - | - | -- | -- | -- |
| 1º | Miramar      | 18  | 14 | 7 | 4 | 3 | 26 | 16 | 10 |
| 1º | Sud América  | 18  | 14 | 6 | 6 | 2 | 27 | 23 | 4  |
| 1º | Progreso     | 18  | 14 | 7 | 4 | 3 | 21 | 18 | 3  |
| 4º | Fénix        | 13  | 14 | 4 | 5 | 5 | 20 | 19 | 1  |
| 5º | Cerrito      | 12  | 14 | 2 | 8 | 4 | 17 | 19 | –2 |
| 6º | Racing       | 12  | 14 | 3 | 6 | 5 | 12 | 14 | –2 |
| 7º | Bella Vista  | 11  | 14 | 2 | 7 | 5 | 15 | 23 | –8 |
| 8º | Mar de Fondo | 10  | 14 | 3 | 4 | 7 | 18 | 24 | –6 |

| Fonte: Segunda División Profesional (em castelhano) |

### Triangular do Acesso
| #  | Equipe      | PTS | J | V | E | D | GP | GC | SG |
| -- | ----------- | --- | - | - | - | - | -- | -- | -- |
| 1º | Miramar     | 3   | 2 | 1 | 1 | 0 | 3  | 2  | 1  |
| 2º | Progreso    | 2   | 2 | 1 | 0 | 1 | 2  | 1  | 1  |
| 3º | Sud América | 1   | 2 | 0 | 1 | 1 | 2  | 4  | −2 |

| Fonte: Segunda División Profesional (em castelhano) |

|  | Sud América | 2 — 2 | Miramar |  |  |
|  |             |       |         |  |  |

|  | Miramar | 1 — 0 | Progreso |  |  |
|  |         |       |          |  |  |

|  | Progreso | 2 — 0 | Sud América |  |  |
|  |          |       |             |  |  |

## Promoção e Rebaixamento
- Promovido à Primeira Divisão (1954): Miramar (vencedor do triangular).[5][6]
- Rebaixado por promedios: Mar de Fondo (10.0 pontos em 1953, sem média por ser recém-promovido).[7]

### Médias de rebaixamento (1952–1953)
- Progreso: 18.0
- Sud América: 18.0 (pontos apenas de 1953)
- Miramar: 15.5
- Bella Vista: 15.0
- Fénix: 13.0
- Cerrito/Racing: 12.0
- Mar de Fondo: 10.0 (pontos apenas de 1953)

## Estatísticas

### Artilharia
- R. Acosta e E. Aguirre (Sud América): 9 gols cada.[8]

## Movimentação para 1954
- Promovido à Primeira Divisão: Miramar
- Rebaixado da Primeira Divisão: Central
- Promovido da Terceira Divisão: Canillitas